# Polylepis
Polylepis är ett släkte med 28 arter inom familjen rosväxter. Arterna i släktet är mindre träd eller buskar och förekommer enbart i Anderna, från Venezuela i norr till Chile och Argentina i söder.
Växterna kännetecknas framför allt av deras parbladiga lövverk samt den pappersaktiga barken som bildar många lager runt stammen och är ursprunget till det vetenskapliga namnet Polylepis, en blandning av grekiska och latin med betydelsen "många skal". 
Många av arterna i släktet är hårt nyttjade av lokalbefolkningen och flera av dem är uppsatta på IUCN:s rödlista.

## Utbredning
Polylepis växer på många platser i bergskedjan Anderna i Sydamerika,  norra Venezuela genom Colombia, Ecuador, Peru och Bolivia till norra Chile och nordvästra Argentina. Samtliga arter lever på hög höjd och vissa, till exempel Polylepis tarapacana, bildar några av världens högst belägna skogar med en altitud på upp emot 5 200 meter över havet. Skogarna anses vara viktiga ekosystem som innehåller en unik flora och fauna. Arter som lever i polylepisskogarna är ofta högt specialiserade och inte sällan endemiska.
Skogarna av Polylepis växer ofta ganska isolerat i spridda populationer högt i Anderna. Forskare har sedan 1950-talet debatterat om detta är en naturlig konsekvens av det hårda klimatet eller om den glesa populationen är orsakad av antropogen påverkan. En hypotes säger att mycket av högplatåerna i Anderna som nu är grästäckta tidigare var täckt av en till stor del heltäckande skog av Polylepis som sedan gradvis har huggits ner och bränts bort sedan människans ankomst till Sydamerika. Den åsikt som huvuddelen av forskarna tycks ställa sig bakom är dock att de isolerade populationerna huvudsakligen har naturliga orsaker.

## Egenskaper

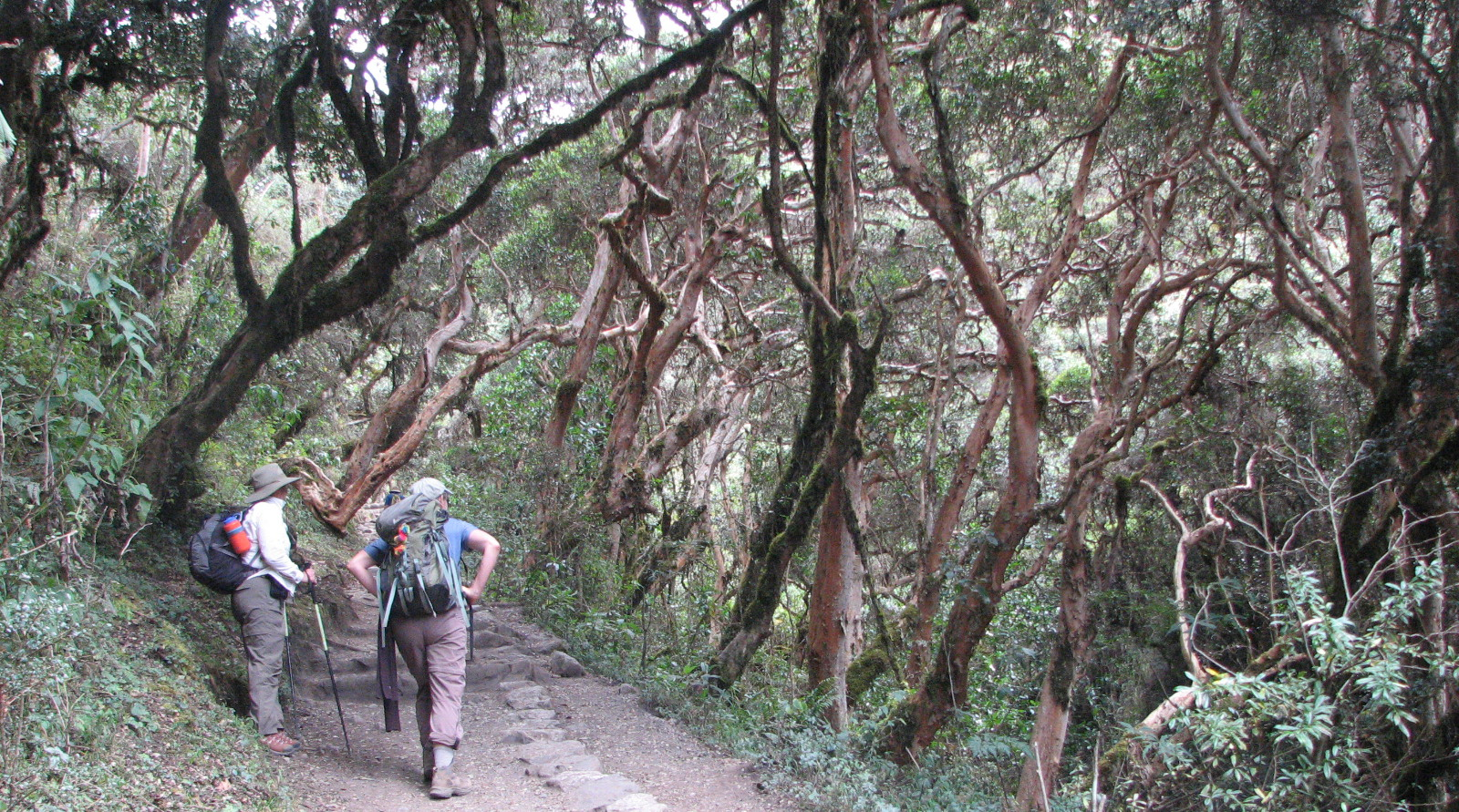
Ett område med Polylepis i närheten av Machu Picchu, Peru.

Arterna inom Polylepis är små träd eller buskar och har en röd och pappersaktig bark som bildar skal runt den vridna stammen. Bladen är små, tjocka, parbladiga och täckta med harts. Blommorna är små och uppträder i grupper. Arterna pollineras och sprids av vinden. 
Träden är väl anpassade för det hårda klimatet i Anderna. Bland annat skalas barken efterhand av och bildar ett isoleringsskydd runt stammen mot frosten. 
Polylepis kännetecknas vidare av att de bildar dungar eller mindre skogsområden ovanför den egentliga trädgränsen där de är de dominerande eller enda vedartade växterna. Undantag är de arter som lever i den fjällnära regnskogen (exempelvis arterna Polylepis multijuga och Polylepis quadrijuga) samt regionen mellan Argentina och Bolivia (Polylepis crista-galli och Polylepis hieronymi) där de växer tillsammans med andra arter.

## Ekonomisk betydelse
Träden är ekonomiskt betydelsefulla för ursprungsbefolkningen eftersom de är en viktig källa av ved för matlagning samt material för byggnader och olika redskap. Arterna används även som färgämnen samt som naturläkemedel mot olika andnings- och njursjukdomar. Skogarna skövlas också för att skapa områden som kan användas för bete till boskapen. Situationen försvåras av att arterna inom Polylepis ofta utgör den enda tillgängliga veden omkring de högt liggande byarna. 

### Skyddstatus
Ett flertal arter inom släktet listas som sårbara (VU) av IUCN. Läget är än värre för vissa andra arter som är starkt beroende av polylepisskogarna för sin överlevnad, till exempel fågelarten sydlig kungscinclodes (Cinclodes aricomae) som bedöms vara akut hotad (CR) av IUCN. I vissa regioner har skyddsprogram påbörjats för att hindra ytterligare avskogning av viktiga områden.

## Taxonomi
Släktet har en komplicerad taxonomisk historia där forskare har ansett släktet bestå av mellan 15 och över 30 arter. Den senaste undersökningen erkänner 28 arter i släktet.

### Artförteckning
Listan är inte heltäckande.
- Polylepis australis
- Polylepis crista-galli
- Polylepis hieronymi
- Polylepis incana
- Polylepis lanuginosa
- Polylepis microphylla
- Polylepis multijuga
- Polylepis neglecta
- Polylepis pauta
- Polylepis pepei
- Polylepis quadrijuga
- Polylepis racemosa
- Polylepis reticulata
- Polylepis rugulosa
- Polylepis subsericans
- Polylepis tarapacana
- Polylepis weberbaueri